# Colônia de Columbia Britânica
A Colônia de Columbia Britânica foi uma colônia da coroa na América do Norte Britânica de 1858 à 1871. Em sua fundação, fisicamente constituía aproximadamente metade da atual província canadense de Columbia Britânica, uma vez que não incluía a Colônia de Ilha Vancouver, as vastas e ainda fortemente desabitadas regiões ao norte dos Rios Nass e Finlay, as regiões leste das Montanhas Rochosas, ou qualquer uma das ilhas costeiras.  A Colônia de Ilhas da Rainha Charlotte e o Território de Stikine foram unidos a ela em 1863, e foram amalgamados em 1866 com a Colônia de Ilha Vancouver para formar uma nova entidade colonial chamada Columbia Britânica, mas não-oficialmente conhecida como Colônias Unidas de Ilha Vancouver e Columbia Britânica para evitar confusão.